# Herta Heuwer
Herta Charlotte Heuwer (nascida Pöppel) (Königsberg, 30 de Junho de 1913 - Berlim, 3 de Julho de 1999) foi uma cozinheira alemã.
Foi proprietária e gerente de um snack-bar em Berlim Ocidental. A Heuwer é frequentemente atribuída a invenção da currywurst, que terá preparado pela primeira vez em 4 de setembro de 1949. A currywurst original era uma salsicha cozida escaldada com um molho feito de pasta de tomate, molho Worcestershire, caril em pó e outros ingredientes. Actualmente, a currywurst é preparada de forma diferente em alguns casos.

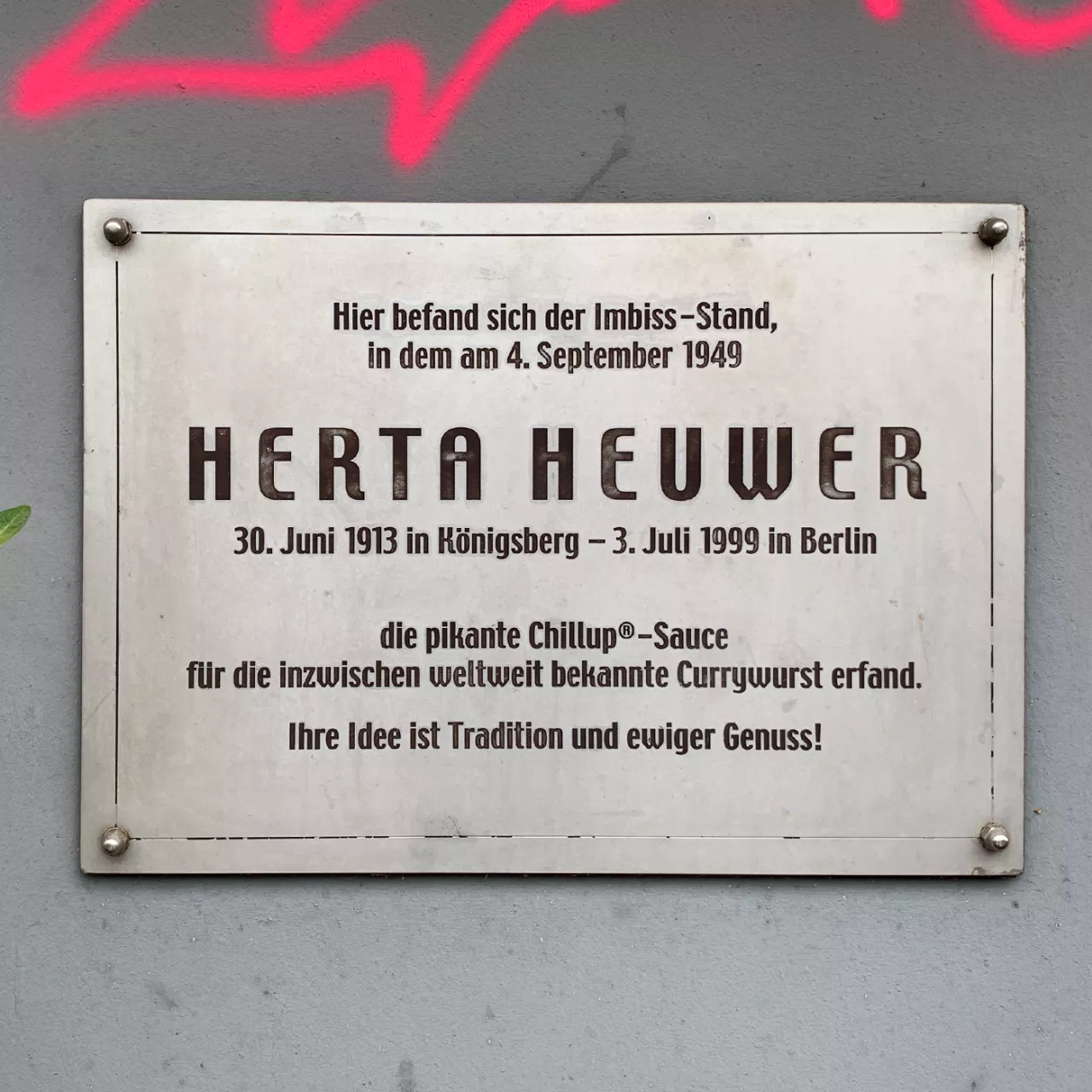
Uma placa comemorativa para Herta Heuwer

Em janeiro de 1951, requereu a patente do seu molho - Chillup.
A Currywurst de Berlim é agora um produto protegido, oficial e devidamente reconhecido pelo Instituto Alemão de Patentes e Marcas.
Em sua honra, a Casa da Moeda de Berlim cunhou, em 2019, uma medalha comemorativa do 70.º aniversário da invenção da Currywurst, na qual ela é representada juntamente com duas Currywursts.
Em 30 de Junho de 2013, o centenário do aniversário de Heuwer foi celebrado com um Google Doodle.
1. ↑  «Zum 100. Geburtstag: Wie Herta Heuwer 1949 die Currywurst erfand - WELT». DIE WELT (em alemão). 23 de agosto de 2017. Consultado em 6 de junho de 2023
2. ↑  «Currywurst Cooking Masterclass». currywurst.berlin (em inglês). Consultado em 6 de junho de 2023
3. ↑  Combinação da palavras "chilli" e "ketchup"
4. ↑  «DPMAregister | Geografische Herkunftsangaben». register.dpma.de. Consultado em 6 de junho de 2023
5. ↑  «If it wasn't for Herta you wouldn't be here». currywurst.berlin (em inglês). Consultado em 6 de junho de 2023
6. ↑  «Herta Heuwer's 100th Birthday». www.google.com (em inglês). Consultado em 6 de junho de 2023

- Original Berlin Currywurst